# فرودگاه لومبیا
فرودگاه لومبیا (به انگلیسی: Lumbia Airport) (به زبان بومی: Paliparan ng Lumbia) یک فرودگاه است که یک باند فرود دارد و طول باند آن ۸۰۵۰ متر است. این فرودگاه در کشور فیلیپین قرار دارد.